# Mnich (rzeźba)
Mnich (Kręgiel) – megalityczna rzeźba z granitu znajdująca się w Sobótce pod Ślężą, w powiecie wrocławskim, wpisana do rejestru zabytków archeologicznych województwa dolnośląskiego.

## Historia
Rzeźba znajdowała się w pobliżu wsi Garncarsko, obiekt mógł powstać we wczesnym średniowieczu, w czasach przedchrześcijańskich. Nieznany jest dokładny czas powstania dzieła, przypuszcza się, że może być pochodzenia prasłowiańskiego lub celtyckiego. Leżała przez pewien czas poziomo. Być może pełniła rolę słupa milowego (położona była w 1/3 drogi między Wrocławiem a Świdnicą), wcześniej – pierwotnie – mogła pełnić role kultowe (być może była wykorzystywana do kultu fallicznego). W 1937 roku znaleziono przy nim ofiarę z gotowanych ziemniaków. W latach 50. XX wieku obiekt przeniesiono do Sobótki. Rzeźba została wpisana do rejestru zabytków archeologicznych w 1969 roku (nr rej. 140/454/Arch).

## Charakterystyka
Rzeźba wysoka na 2,5 m (lub 2,7 m) wykonana z lokalnego ślężańskiego granitu. Na podstawie i zwieńczeniu zapewne wtórnie wyryto znaki ukośnego krzyża.